# Альціон чорноголовий

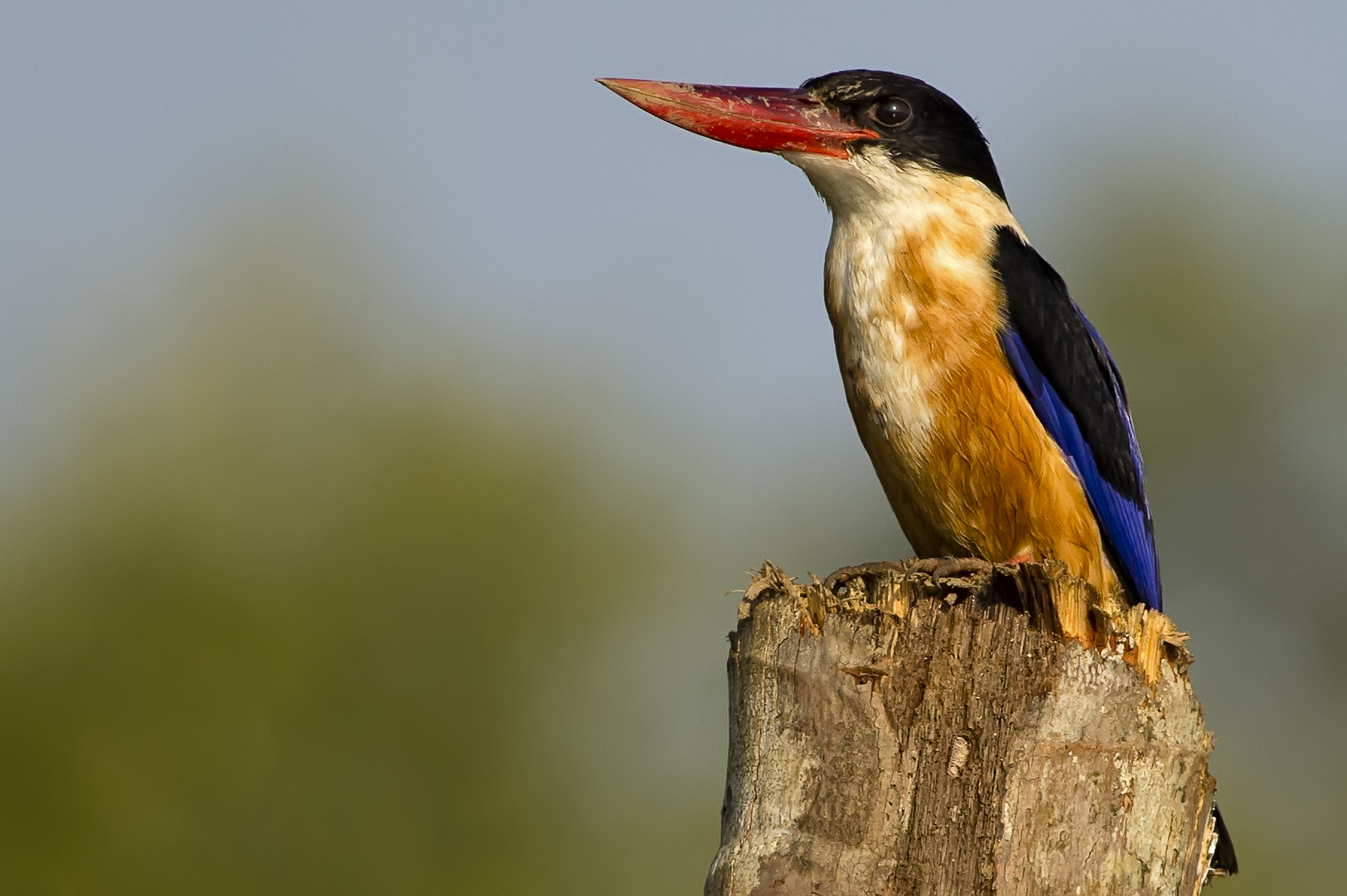
Чорноголовий альціон (Гоа, Індія)

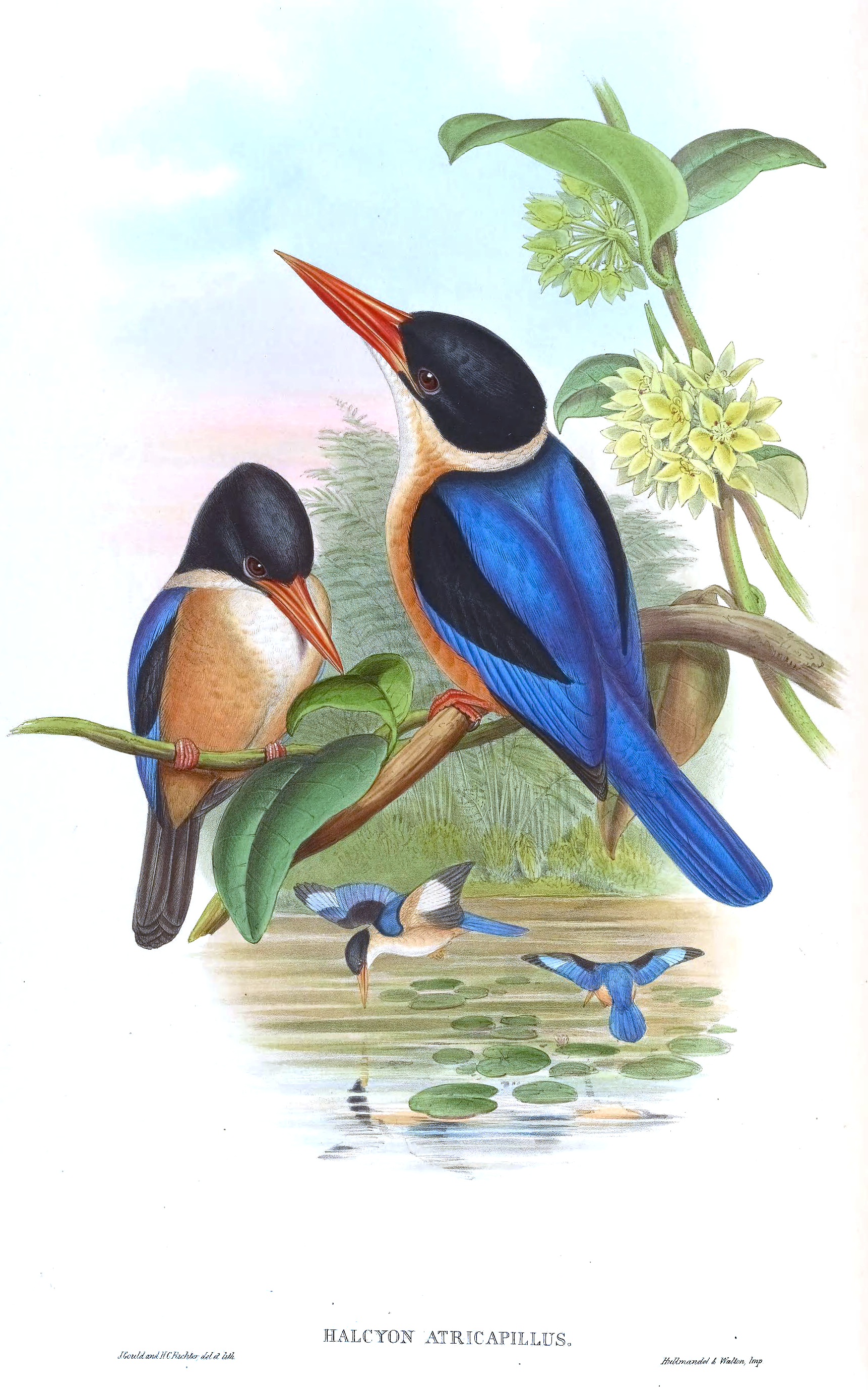
Чорноголові альціони

Альціо́н чорноголовий (Halcyon pileata) — вид сиворакшоподібних птахів родини рибалочкових (Alcedinidae). Мешкає в Східній, Південно-Східній і Південній Азії.

## Таксономія
Чорноголовий альціон був описаний французьким натуралістом Жоржем-Луї Леклерком де Бюффоном в 1780 році в праці «Histoire Naturelle des Oiseaux». Біномінальну назву птах отримав в 1783 році, коли нідерландський натураліст Пітер Боддерт класифікував його під назвою Alcedo pileata у своїй праці «Planches Enluminées». Пізніше вид був переведений до роду Альціон (Halcyon), введеного британським орнітологом Вільямом Джоном Свенсоном у 1821 році. Типовою місцевістю виду є Китай.

## Опис
Довжина птаха становить 28 см. У дорослих особин спина і крила пурпурово-сині, голова і плечі чорні, горло і "комір" білі, решта нижньої частини тіла руда. великий дзьоб і лапи яскраво-червоні. В польоті та синьо-чорних крила помітні великі білі плями біля основи махових пер. Виду не притаманний статевий диморфізм. У молодих особин забарвлення менш яскраве, а на горлі помітні смуги. Крила короткі і округлі, політ швидкий і прямий. Вокалізація — серія "кі-кі-кі-кі-кі".

## Поширення і екологія
Чорноголові альціони гніздяться в Кореї, Китаї (від Ляоніна до східного Ганьсу та на південь до Хайнаня) і в північному Індокитаї. Взимку вони мігрують до Індії, Шрі-Ланки, Бангладеш, М'янми, Південного Індокитаю, на Андаманські і Нікобарські острови, Малайський півострів, Великі Зондські острови і західні Філіппіни. В помірній зоні чорноголові альціони зустрічаються в листяних лісах поблизу водойм, в тропіках і субтропіках — в мангрових заростях, на порослих лісом морських узбережжях, а також в глибині суходолу, на берегах річок і струмків, на рисових полях, в пальмових гаях, верболозах і садах, на висоті до 1525 м над рівнем моря. Живляться рибою і крабами, у внутрішніх районах також комахами, амфібіями і плазунами. Сезон розмноження припадає на літо. В кладці 4-5 білих яєць.

## Збереження
МСОП класифікує цей вид як вразливий. Чорноголовим альціонам загрожує знищення природного середовища.